# The Remains (film)
 (mars 2023).
Si vous disposez d'ouvrages ou d'articles de référence ou si vous connaissez des sites web de qualité traitant du thème abordé ici, merci de compléter l'article en donnant les références utiles à sa vérifiabilité et en les liant à la section « Notes et références ».
Pour les articles homonymes, voir The Remains et Remains.
Pour plus de détails, voir Fiche technique et Distribution.
The Remains est un film d'horreur américain réalisé par Thomas Della Bella sorti en 2016. Dans The Remains, John déménage sa famille après le décès de sa femme, mais les objets qui avaient été laissés dans la maison se révèlent hantés.

## Synopsis
En 1891, un couple rend visite à une spirite nommée Madame Addison à 3 heures du matin l'heure dite des sorcières afin d'essayer de retrouver leur fille perdue. En raison d'une intervention démoniaque, les cinq personnes de la maison meurent cette nuit-là.
Aujourd'hui, John, dont la femme est décédée récemment, achète la même maison, n'ayant aucune connaissance des décès qui s'y sont produits plus d'un siècle plus tôt. Il est rejoint par sa fille aînée, Izzy, et ses deux plus jeunes enfants, Victoria et Aiden.
Un jour, en jouant à cache-cache, Victoria et Aiden tombent sur un coffre dans le grenier contenant des photos, un vieil appareil photo, une vieille poupée et une vieille montre de poche. Victoria s'attache à la poupée, disant qu'elle lui rappelle sa mère, tandis qu'Aiden s'attache au vieil appareil photo.
John s'inquiète, mais en même temps se retrouve attaché à la montre de poche. Son inquiétude grandit quand Victoria s'évanouit, et grandit encore quand il fait un rêve dans lequel il assassine brutalement Aiden dans son sommeil. Lorsqu'il interroge l'agent immobilier, cependant, elle prétend ne rien savoir de l'histoire de la maison. Pendant ce temps, sa fille aînée, Izzy, reste distante, se souciant davantage de passer du temps avec son petit ami que d'être un membre actif de la famille.
Un jour, dans le grenier, John voit la fille du couple en 1891. John pense que c'est juste une fille qui a erré dans leur maison, mais elle lui dit de "les brûler", se référant au contenu du coffre, avant de disparaître. John éloigne les objets qui se trouvaient dans le coffre des enfants et les place dans une boîte en carton au bout de son trottoir, mais les objets réapparaissent dans la maison.
Une nuit, à 3 heures du matin, les plus jeunes enfants maintenant complètement possédés, ont battu leur père presque à mort. Quand Izzy rentre à la maison, elle retrouve son père, sur le point de mourir ; il lui dit de "brûler la poitrine". Izzy se rend dans la chambre de John, récupère les objets, les emmène dans la cour arrière et les brûle. Malheureusement, il est trop tard. Le fantôme de Madame Addison tue John. Izzy et les enfants (maintenant libérés du pouvoir de Madame Addison) rentrent dans la maison et appellent le 911. L'appel est déconnecté et les lumières s'éteignent. Madame Addison réapparaît ; tuant Izzy, Victoria et Aiden hors écran.
Le film se termine par la vente de la maison à une autre famille par Claire, qui remarque qu'ils sont pile à l'heure (3h du matin).

## Fiche technique
- Titre : The Remains
- Réalisation : Thomas Della Bella
- Musique : Giona Ostinelli (en)
- Cinématographie : Derrick Sims
- Société de production : Vertical Entertainment (en)
- Pays d'origine :  États-Unis
- Genre : Horreur
- Durée : 93 minutes
- Date de sortie : 5 août 2016

## Distribution
- Todd Love : John
- Brooke Butler (en) : Izzy
- Hannah Nordberg : Victoria
- Dash Williams : Aiden
- Ashley Crow : Claire
- Samuel Larsen : Tommy
- Maria Olsen : Madame Addison

## Critique
The Remains a reçu des critiques généralement négatives. Sur Rotten Tomatoes, le film a une note de 8 % du public.